# Orthotomicus suturalis
Orthotomicus suturalis là một loài côn trùng trong họ Curculionidae. Loài này được Gyllenhal miêu tả khoa học đầu tiên năm 1827.
Đây là loài gây hại của các cây trong chi Picea, phát triển phổ biến ở Mông Cổ.